# Justicia andersonii
Justicia andersonii är en akantusväxtart som beskrevs av D.C. Wasshausen. Justicia andersonii ingår i släktet Justicia och familjen akantusväxter. Inga underarter finns listade i Catalogue of Life.